# Montanhas de Abakan
As Montanhas de Abakan (Russo: Абаканский хребет) situam-se no sudoeste da Sibéria, Rússia. Possuem um comprimento aproximado de 300 km e atingem a elevação de até 1984 m. É coberta na maior parte por taiga, até 1500 m de altitude, seguida por tundra alpina. É formada principalmente por rochas metamórficas, com intrusões de granito, gabro e diorito.

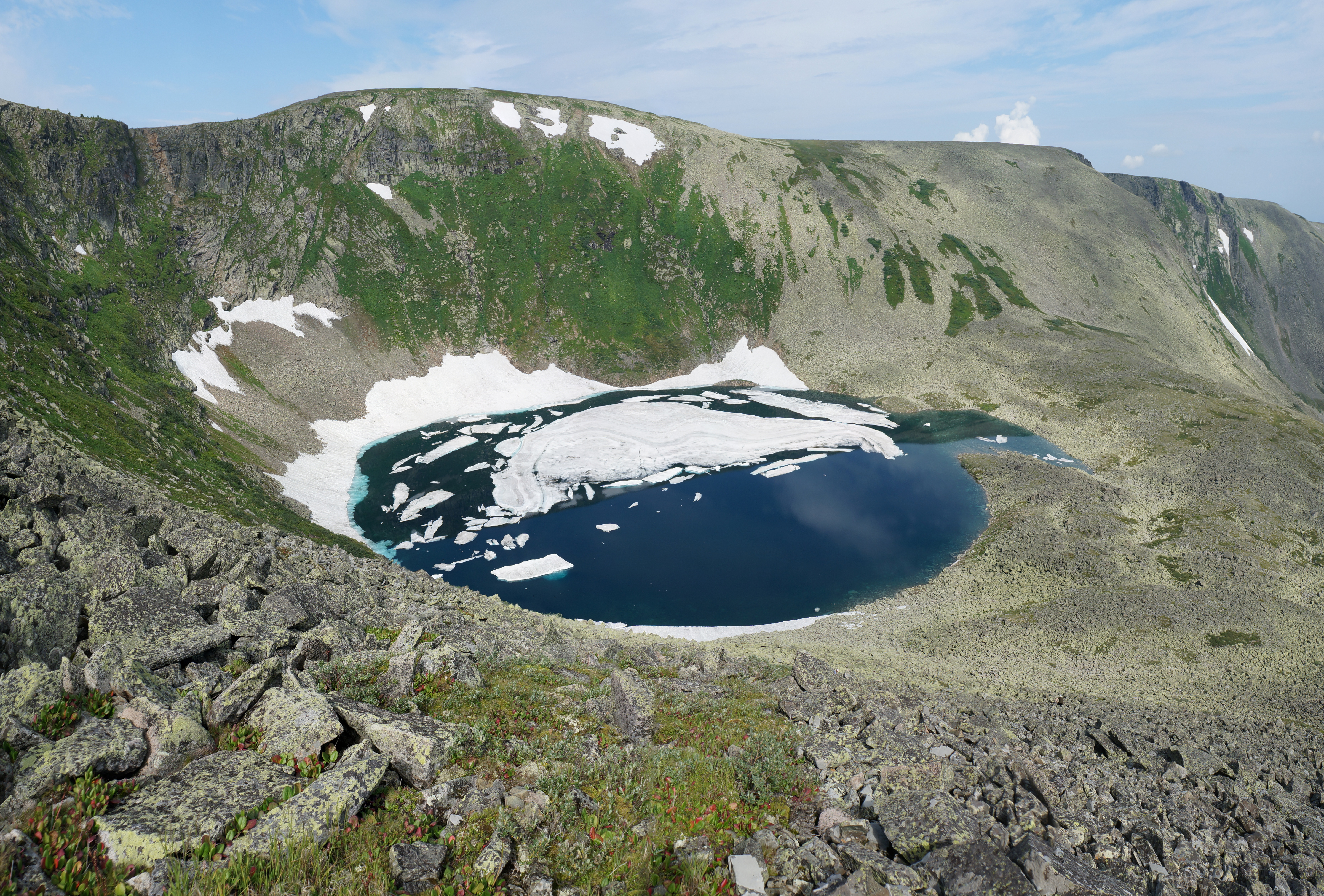
Montanhas de Abakan

A cordilheira é a fronteira sul da Depressão de Kuznetsk que contém a bacia de Kuznetsk no oblast de Kemerovo. A água se divide no meio do rio Abakan, rio Tom, e rio Lebed. É uma extensão do sul das montanhas Altai e a extensão do sul de Kuznetsk Alatau.